# 杏花樓 (南昌)
28°41′05″N 115°53′24″E / 28.68472°N 115.89000°E
杏花楼，座落在今江西省南昌市中心南湖北侧，为一白色赣式民居建筑。始建于唐，历代以来先后曾为娄妃、唐伯虎、张位、汤显祖、傅抱石等名人故居。
宋、元两朝时期为南昌城内文人雅士隐居、治学的地方。明代中期成为宁藩王朱宸濠的私宅，他在此为其妻娄妃建梳妆台。后朱宸濠谋反失败，逐渐荒废。万历年间，辞官回乡的内阁大学士张位把娄妃梳妆台改建为自己的别墅，并在这里交游士绅文人，其中就包括戏曲家汤显祖，他的戏曲文学代表作玉茗堂四梦主要在这里创作完成。清初，在杏花楼西侧建起了因是庵，乾隆年间改“观音亭”。“前亭供祀观音，后殿满藏佛像”，观音亭四周湖水中，湖面大量种植荷花，民间俗称“水观音亭”，为南昌城内一大盛景。民国时期，曾于遗址建私立陶英小学。中华人民共和国成立后，纳入南昌市第一批文物保护单位。1986年重新维修，并增辟广场、院门，现南昌画院设于其内。2006年，杏花楼成为江西省文物保护单位。